# Cantoria violacea
Cantoria violacea – gatunek węża z rodziny Homalopsidae, jedyny przedstawiciel rodzaju Cantoria. Występuje w Azji Południowo-Wschodniej – na indyjskich Andamanach, w Mjanmie, Tajlandii, Malezji, Indonezji, Singapurze i Timorze Wschodnim. Dawniej do rodzaju Cantoria zaliczano także wydzielony do osobnego, monotypowego rodzaju gatunek Djokoiskandarus annulata.